# Мениск (анатомия)

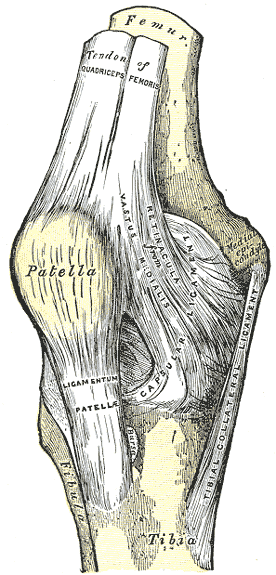
Связки коленного сустава

Мени́ск — хрящевая прокладка, которая выполняет роль амортизатора в суставе, а также стабилизирует коленный сустав. У человека мениски также присутствуют в акромиально-ключичном, грудинно-ключичном, лодыжечном, кистевом, височно-нижнечелюстном суставах. При движениях в коленном суставе мениски сжимаются, их форма изменяется.
Существуют два вида менисков коленного сустава:
- наружный (латеральный) — (находится со стороны малоберцовой кости) более подвижен, чем внутренний, поэтому его травматические повреждения происходят реже[1],
- внутренний (медиальный) — менее подвижен и связан с внутренней боковой связкой коленного сустава, что часто вызывает его совместное со связкой поражение[2].

Спереди сустава они соединяются поперечной связкой.

## Травматология мениска коленного сустава человека

### Травматология
Легко повреждаются при небольших боковых травмах ноги. Разрывы менисков — самая частая из травм коленного сустава от всех закрытых повреждений. Повреждение мениска — один из наиболее широко распространённых видов спортивных травм.
Сбоку от сустава мениски сращены с капсулой сустава и имеют кровоснабжение от артерий капсулы. Внутренние части находятся в глубине сустава и собственного кровоснабжения не имеют, а питание их тканей осуществляется за счет циркуляции внутрисуставной жидкости. Поэтому повреждения менисков рядом с капсулой сустава срастаются хорошо, а разрывы внутренней части в глубине коленного сустава не срастаются совсем. Потому в нем выделяют три зоны: периферическую (красную) — в области соединения мениска с капсулой, промежуточную (красно-белую) и центральную — белую, или бессосудистую, зону. Чем ближе к внутреннему краю мениска располагается разрыв, тем меньше сосудов проходит вблизи него и тем ниже вероятность его заживления. Возникают повреждения менисков при резких движениях голени с поворотом в коленном суставе, но при фиксированной стопе. Реже разрывы менисков происходят при приседании, при прыжках. Часто травма, которая привела к разрыву мениска, может быть незначительной.
 Видео повреждения мениска коленного сустава

#### Виды разрывов мениска
В травматологии различают отрыв менисков от места прикрепления к капсуле сустава и разрыв тела мениска. 

A - Норма; B - Вертикальный; C - Краевой; D - Поперечный; E - Дегенеративный

При разрыве мениска оторванная часть сохраняет связь с телом мениска. Такой разрыв называется разрывом мениска по типу «ручки лейки». Чаще возникают разрывы менисков и комбинированные повреждения.Травматические повреждения менисков могут сочетаться и с другими травмами структур коленного сустава: боковых и крестообразных связок, капсулы сустава. Оторванная часть мениска, связанная с телом мениска может перемещаться в полости сустава и ущемляется между суставными поверхностями бедренной и большеберцовой костей. Возникает блокада сустава, проявляющаяся внезапной резкой болью и ограничением движения в суставе. Особенно часто такая блокада возникает при разрыве внутреннего мениска по типу «ручка лейки».
- Отрыв мениска от мест прикрепления в области заднего и переднего рогов и тела мениска в паракапсулярной зоне;
- Разрывы заднего и переднего рогов и тела мениска в трансхондральной зоне;
- Разрыв межменисковых связок или дегенерация мениска по причине чрезмерной подвижности оных;
- Хроническая травматизация и дегенерация менисков, кистозное перерождение менисков (главным образом наружного);
- Комбинации из перечисленных повреждений.

Разрывы менисков можно классифицировать в зависимости от причины и от характера изменений, обнаруженных при обследовании (МРТ) или в ходе артроскопии коленного сустава.
Разрывы могут быть травматическими (чрезмерная нагрузка на не изменённый мениск) и дегенеративными (нормальная нагрузка на измененный дегенеративными процессами мениск).
По форме разрывы менисков могут быть продольными, горизонтальными, краевыми, поперечными (радиальными), раздробленными, а также полными и неполными. Также могут быть комбинированные варианты перечисленных раньше. Выделяются разрывы заднего рога, тела и переднего рога мениска.

### Симптоматика

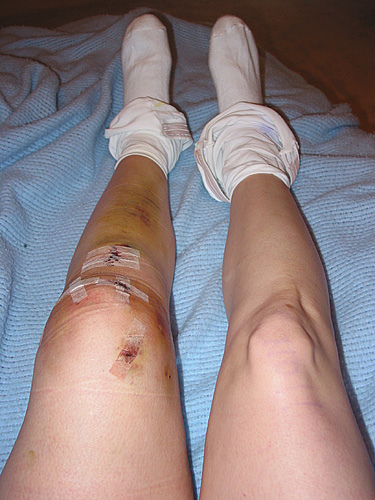
Последствия операции. Все ещё видно симптоматическое проявление - увеличение объёма колена

На начальном этапе повреждение мениска коленного сустава имеет схожие симптомы с иными заболеваниями оного. Лишь спустя 2-3 недели, когда стихают реактивные явления, можно говорить конкретно о разрыве мениска.
- Резко выраженная боль разлитого характера, через некоторое время она располагается на внутренней или наружной поверхности колена.
- Затруднение при подъёме и спуске с лестницы.
- Трофика мышечной ткани резко снижается.
- Характерный щелчок при сгибании сустава.
- Увеличение в объёме сустава. При этом симптоме лечение необходимо начинать незамедлительно.
- Боль во время физической активности.
- Подъем температуры в области сустава[9].

При повреждении или разрыве мениска принято выделять острый и хронический периоды. Сразу же после получения травмы в коленном суставе возникает боль различной интенсивности, а само колено опухает. Поврежденный или оторвавшийся сегмент мениска может в значительной степени мешать выполнять движения в пораженном коленном суставе. Если повреждение невелико, то пациент может жаловаться на болезненные щелчки в колене или ощущать в нем некоторый дискомфорт. В случае, если происходит разрыв довольно большой части мениска, то это приводит к блокаде сустава.
Оторвавшийся фрагмент мениска, перемещаясь в центральную часть сустава, делает невозможным выполнение некоторых движений, вследствие чего сустав блокируется. В редких случаях разрыв происходит в той части, где располагаются немногочисленные сосуды (красная зона мениска). Повреждение в красной зоне приводит к скоплению излившейся крови в полости коленного сустава (гемартроз). Гемартроз представляет собой отек чуть выше надколенника. 
Болевые ощущения при разрыве мениска могут быть крайне выраженными. Это приводит к невозможности наступать на поврежденную ногу. Чаще всего такое наблюдается при значительном разрыве или размозжении одного или двух менисков вместе с переломом эпифизов большеберцовой кости. Необходимо отметить, что иногда боль практически не приносит дискомфорта и выявляется только во время выполнения определенных движений, например, во время спуска с горки или с лестницы.

### Диагностика

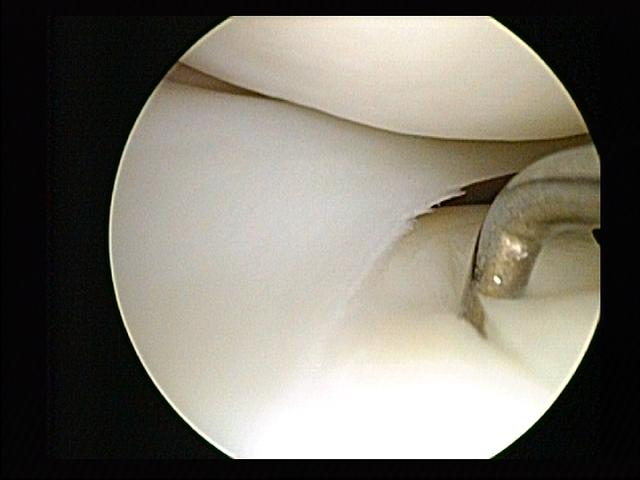
- Осмотр внутренней поверхности латерального мениска при помощи артроскопа

Для исключения повреждения костных структур проводят рентгеновские снимки. Разрывы мениска на снимках не видны, так как мениски прозрачны для рентгеновских лучей. Полностью установить диагноз помогают рентгеновские снимки с контрастированием сустава, но более современными методами служат магнитно-резонансная томография или эндоскопическая артроскопия*. Также диагностическую информацию можно получить при ультразвуковом исследовании сустава.
В качестве первой помощи проводится обездвиживание, обезболивание, накладывается шина и пациента транспортируют в травматологический стационар.

### Лечение повреждений мениска
В настоящее время «золотым стандартом» при повреждении мениска является выполнение артроскопии (осмотр полости сустава при помощи специальной оптической системы), во время которой, при возможности, производится сшивание повреждённого мениска. При невозможности сшивания, а также при локализации повреждения во внесосудистой части, производится частичное или полное удаление мениска. Удаление мениска (менискэктомия) чаще всего (в 80 % случаев) удаётся произвести при проведении артроскопии, в остальных случаях приходится прибегать к артротомии (открытая операция).
При отсутствии возможности проведения артроскопии проводится пункция сустава с введением раствора новокаина. Затем вправляют ущемлённый мениск специальными приёмами в положении пациента лёжа на ортопедическом столе. При этом хирургом-травматологом производятся движения, обратные движениям, которые привели к травме. Когда мениск становится на своё место, движения в суставе восстанавливаются. После вправления мениска на повреждённую ногу накладывают гипсовую повязку при согнутом под определённым углом коленном суставе.
Срок иммобилизации 3 недели, после чего назначается физиотерапия и лечебная физкультура. Если у пациента наблюдаются повторные блокады сустава, такое состояние называется застарелым повреждением мениска. При этом обычно возникает и воспаление внутренней оболочки сустава — синовит, появляется постоянная боль в суставе, усиливающаяся при ходьбе, особенно при спуске по лестнице. Иногда появляется т. н. «суставная мышь» (свободное тело в полости сустава, которое образуется вследствие отрыва кусочка суставного хряща, части мениска, краевого остеофита). Такое состояние приводит к частой блокаде сустава и «суставную мышь» необходимо удалить хирургическим путём.
После операции на ногу накладывают тугую повязку или гипсовый лонгет. Важным условием выздоровления является раннее занятие лечебной гимнастикой.